# Pugey
Pugey is een gemeente in het Franse departement Doubs (regio Bourgogne-Franche-Comté) en telt 665 inwoners (1999). De plaats maakt deel uit van het arrondissement Besançon.

## Geografie
De oppervlakte van Pugey bedraagt 7,3 km², de bevolkingsdichtheid is 91,1 inwoners per km².
De onderstaande kaart toont de ligging van Pugey met de belangrijkste infrastructuur en aangrenzende gemeenten.

## Demografie
Onderstaande figuur toont het verloop van het inwonertal (bron: INSEE-tellingen).